# سعد بن أبي وقاص
أبو إسحاق سَعْد بن أَبي وقاص مَالِك الزهري القرشي (23 ق هـ أو 27 ق هـ - 55 هـ / 595 أو 599 - 674م)، أحد العشرة المبشرين بالجنة، ومن السابقين الأولين إلى الإسلام، وقيل أنه ثالث من أسلم وقيل السابع، وهو أوّل من رمى بسهمٍ في سبيل الله، وقال له النبي: «ارم فداك أبي وأمي»، وهو من أخوال النبي، وأحد الستة أصحاب الشورى الذين اختارهم عمر بن الخطاب ليختاروا الخليفة من بعده.
هاجر سَعْدٌ إلى المدينة المنورة، وشهد غزوة بدر وغزوة أحد وثَبُتَ فيها حين ولَّى الناس، وشهد غزوة الخندق وبايع في الحديبية وشهد خيبر وفتح مكة، وكانت معه يومئذٍ إِحدى رايات المهاجرين الثلاث، وشهد المشاهد كلها مع النبي، وكان من الرماة الماهرين، استعمله عمر بن الخطاب على الجيوش التي سَيَّرها لقتال الفرس، فانتصر عليهم في معركة القادسية، وأَرسل جيشًا لقتال الفرس بجلولاء فهزموهم، وهو الذي فتح مدائن كسرى بالعراق. فكان من قادة الفتح الإسلامي لفارس، وكان أول ولاة الكوفة، حيث قام بإنشائها بأمر من عمر سنة 17 هـ، وجعله عمر بن الخطاب في الستة أصحاب الشورى الذين ذكرهم للخلافة بعده، وقال: «هم الذين توفي رسول الله ﷺ وهو عنهم راض.» اعتزل سعد الفتنة بين علي ومعاوية، وتوفى في سنة 55 هـ بالعقيق ودُفِنَ بالمدينة، وكان آخر المهاجرين وفاةً.

## بداية حياته

### نسبه
- هو : سَعْد بن أَبي وقاص القرشي الزهري، واسم أَبي وقاص: مالك بن وُهَيب وقيل: أُهيب بن عبد مناف بن زُهْرة بن كلاب بن مرة بن كعب بن لؤي بن غالب بن فهر بن مالك بن النضر بن كنانة[7] بن خزيمة بن مدركة بن إلياس بن مضر بن نزار بن معد بن عدنان.[12]
- أُمّه حَمْنَةُ بنت سفيان بن أُميّة بن عبد شمس بن عبد مناف بن قُصيّ،[13] وقيل: حمنة بنت أَبي سفيان بن أُمية بنت عم أبي سفيان بن حرب بن أمية.[14]
- يَلْتَقِي في نسبه مع النبي فِي كلاب بن مرة،[15] وهو من بني زهرة وهم فخذ آمنة بنت وهب أم الرسول، لذلك يعد من أخوال النبي.[7]
- أخوته:
- عامر بن أبي وقاص، من السابقين الأولين، ومن مهاجرة الحبشة، شهد غزوة أحد[16]، وكان يحمل الرسائل من قادة جيوش المسلمين في الشام إلى الخليفة في المدينة المنورة، وقد كان نائباً لأبي عبيدة على إمارة جند الشام.
- عتبة بن أبي وقاص، اختلف في إسلامه، وقيل أنه هو الذي كسر رَباَعِيَة النبي في غزوة أحد وأنه مات كافرًا، وهو والد هاشم بن عتبة.[17]
- عمير بن أبي وقاص، أسلم مبكرًا، وقتل في غزوة بدر وهو في ابن ست عشرة سنة.[18]

### مولده وصفته
ولد سعد بن أبي وقاص في مكة واختلف في عام مولده، فقيل ولد سنة 23 قبل الهجرة، وقيل ولد قبل البعثة بتسع عشرة سنة؛ لأنه قال: «أسلمت وأنا ابن تسع عشرة سنة.»، نشأ سعد في قريش، واشتغل في بري السهام وصناعة القسي، كان سعد رجلًا قصيرًا، دحداحًا، غليظًا، ذا هامة، شثن الأصابع، جعد الشعر، أشعر الجسد، آدم، أفطس، يخضب بالسواد. وكان سعد من أحدّ الناس بصرًا؛ فرأى ذات يوم شيئًا يزول، فقال لمن معه: «ترون شيئًا؟» قالوا: «نرى شيئًا كالطائر.» قال: «أرى راكبًا على بعير»، ثم جاء بعد قليل عم سعد على بُخْتي، فقال سعد: «اللهم إنا نعوذ بك من شَرِّ ما جاء به.»

## إسلامه
| «لَقَدْ رَأَيْتُنِي سَابِعَ سَبْعَةٍ مَعَ رَسُولِ اللَّهِ صَلَّى اللَّهُ عَلَيْهِ وَسَلَّمَ، وَمَا لَنَا طَعَامٌ إِلَّا وَرَقُ الشَّجَرِ حَتَّى قَرِحَتْ أَشْدَاقُنَا، غَيْرَ أَنِّي الْتَقَطْتُ بُرْدَةً فَشَقَقْتُهَا بَيْنِي وَبَيْنَ سَعْدٍ، وَمَا بَقِيَ مِنَ الرَّهْطِ السَّبْعَةِ أَحَدٌ إِلَّا وَهُوَ أَمِيرٌ عَلَى مِصْرٍ مِنَ الْأَمْصَارِ.» |
| — عتبة بن غزوان |

كان سعد من أوائل من أسلم، حيث كان سابع سبعة في الإسلام، أسلم بعد ستة، وقيل بعد أربعة، وكان إسلامه قبل أن تُفرَض الصلاة، وهو ابن تسع عشرة سنة، وقيل سبع عشرة سنة، قال أبو القاسم الأصبهاني: «أَسْلَمَ وَمَا فِي وَجْهِهِ شَعْرَةٌ.»؛ في دلالة على صغر سنه، وجاء في صحيح البخاري قول سعد: «ما أسلم أحد إلا في اليوم الذي أسلمت فيه ولقد مكثت سبعة أيام وإني لثلث الإسلام»، وجاء في سبب إسلامه أنه رأى رؤيا تحثه على الإسلام؛ فعن ابنته عائشة أنه قال:
| سعد بن أبي وقاص | رأَيت في المنام، قبل أَن أُسلم، كأَني في ظلمة لا أَبصر شيئًا إِذ أَضاءَ لي قَمَر، فاتَّبعته، فكأَني أَنظر إِلى من سبقني إِلى ذلك القمر، فأَنظر إِلى زيد بن حارثة، وإِلى علي بن أبي طالب، وإِلي أَبي بكر، وكأَني أَسأَلهم: متى انتهيتم إِلى هاهنا؟ قالوا: الساعة، وبلغني أَن رسول الله صَلَّى الله عليه وسلم يدعو إِلى الإِسلام مسْتخفيًا، فلقيته في شِعْب أَجْيَاد، وقد صلَّى العصر، فأَسلمت، فما تَقَدَّمني أَحد إِلا هم. | سعد بن أبي وقاص |

وكان أبو بكر يدعو إلى الإسلام من وثق به من قومه، فكان سعد ممن دعاهم أبو بكر، قال ابن إسحاق: «فَأَسْلَمَ عَلَى يَدَيْهِ - يعني أَبي بَكْرٍ - فِيمَا بَلَغَنِي: الزُّبَيْرُ بْنُ الْعَوَّامِ، وَعُثْمَانُ بْنُ عَفَّانَ، وَطَلْحَةُ بْنُ عُبَيْدِ اللَّهِ، وَسَعْدٌ، وَعَبْدُ الرَّحْمَنِ بْنُ عَوْفٍ، فَانْطَلَقُوا حَتَّى أَتَوْا رَسُولَ اللَّهِ ﷺ وَسَلَّمَ وَمَعَهُمْ أَبُو بَكْرٍ، فَعَرَضَ عَلَيْهِمُ الإِسْلامَ، وَقَرَأَ عَلَيْهِمُ الْقُرْآنَ، وَأَنْبَأَهُمْ بِحَقِّ الإِسْلامِ، وَبِمَا وَعَدَهُمُ اللَّهُ مِنَ الْكَرَامَةِ، فَآمَنُوا وَأَصْبَحُوا مُقِرِّينَ بِحَقِّ الإِسْلامِ، فَكَانَ هَؤُلاءِ النَّفَرُ الثَّمَانِيَةُ الَّذِينَ سَبَقُوا إِلَى الإِسْلامِ، فَصَلَّوْا وَصَدَّقُوا رَسُولَ اللَّهِ ﷺ وَآمَنُوا بِمَا جَاءَ مِنْ عِنْدِ اللَّهِ»
وكانت أم سعد معارضة لإسلامه، حيث لمّا علمت بإسلامه هددته أنها لن تاكل وتشرب حتى تموت؛ لكى تجعله يرجع عن الإسلام، فرفض سعد ذلك وأصر على الإسلام، فيقول: «نزلت هذه الآية فيَّ: ﴿وَإِنْ جَاهَدَاكَ عَلَى أَنْ تُشْرِكَ بِي مَا لَيْسَ لَكَ بِهِ عِلْمٌ فَلَا تُطِعْهُمَا وَصَاحِبْهُمَا فِي الدُّنْيَا مَعْرُوفًا وَاتَّبِعْ سَبِيلَ مَنْ أَنَابَ إِلَيَّ ثُمَّ إِلَيَّ مَرْجِعُكُمْ فَأُنَبِّئُكُمْ بِمَا كُنْتُمْ تَعْمَلُونَ ۝١٥﴾ سورة لقمان: 15. وكنت رجلًا بَرًّا بأَمي، فلما أَسلمت قالت: يا سعد، ما هذا الدين الذي أَحدثت؟ لتدعن دينك هذا أَو لا آكل ولا أَشرب حتى أَموت فتعير بي. فقال: لا تفعلي يا أُمَّاه، فإِني لا أَدع ديني، قال: فمكَثَت يومًا وليلة لا تأَكل، فأَصبحت وقد جَهِدت، فقلت: واللّه لو كانت لك أَلف نفس، فخَرَجَت نَفْسًا نَفْسًا، ما تركت ديني هذا لشَيْءٍ. فلما رأَت ذلك أَكلت وشربت، فأَنزل اللّه هذه الآية.»
وكان سعد أول من أراق دمًا في سبيل الله، حيث كان المسلمون في مكة إذا صلوا ذهبوا إلى الشعاب، واستخفوا بصلاتهم من قومهم، فبينما سعد في نفر من المسلمين في أحد شعاب مكة، إذ ظهر عليهم نفر من قريش، فناكروهم وعابوا عليهم دينهم، فاقتتلوا، فضرب سعد رجلًا بلَحيِ جمل فشجه، فكان أول دم أُهريق في الإسلام، وقيل أن المشجوج هو عبد الله بن خطل.

### هجرته إلى المدينة
كان سعد من المهاجرين الأوائل إلى المدينة، حيث كانت هجرته قبل قدوم النبي، فعن البراء بن عازب قال: «أول من قدم علينا مصعب بن عمير وابن أم مكتوم وكانا يقرئان الناس، فقدم بلال وسعد وعمار بن ياسر، ثم قدم عمر بن الخطاب في عشرين من أصحاب النبي صلى الله عليه وسلم، ثم قدم النبي صلى الله عليه وسلم.» ولما هاجر سعد مع أخيه عمير بن أبي وقاص من مكّة إلى المدينة، نزلا في منزل لأخيهما عتبة بن أبي وقاص كان بناه في بني عمرو بن عوف وحائطٍ له، حيث كان عُتْبَة أصاب دمًا بمكّة فهرب فنزل في بني عمرو بن عوف، وكان ذلك قبل البعثة النبوية.

## معاركه في العهد النبوي
| «لقد شهدتُ بدرًا وما في وجهي غير شعرة واحدة أمَسّها ثمّ أكثر الله لي بعدُ من اللّحي - يعني أولادًا كثيرًا -.» |
| — سعد بن أبي وقاص                                                                                    |

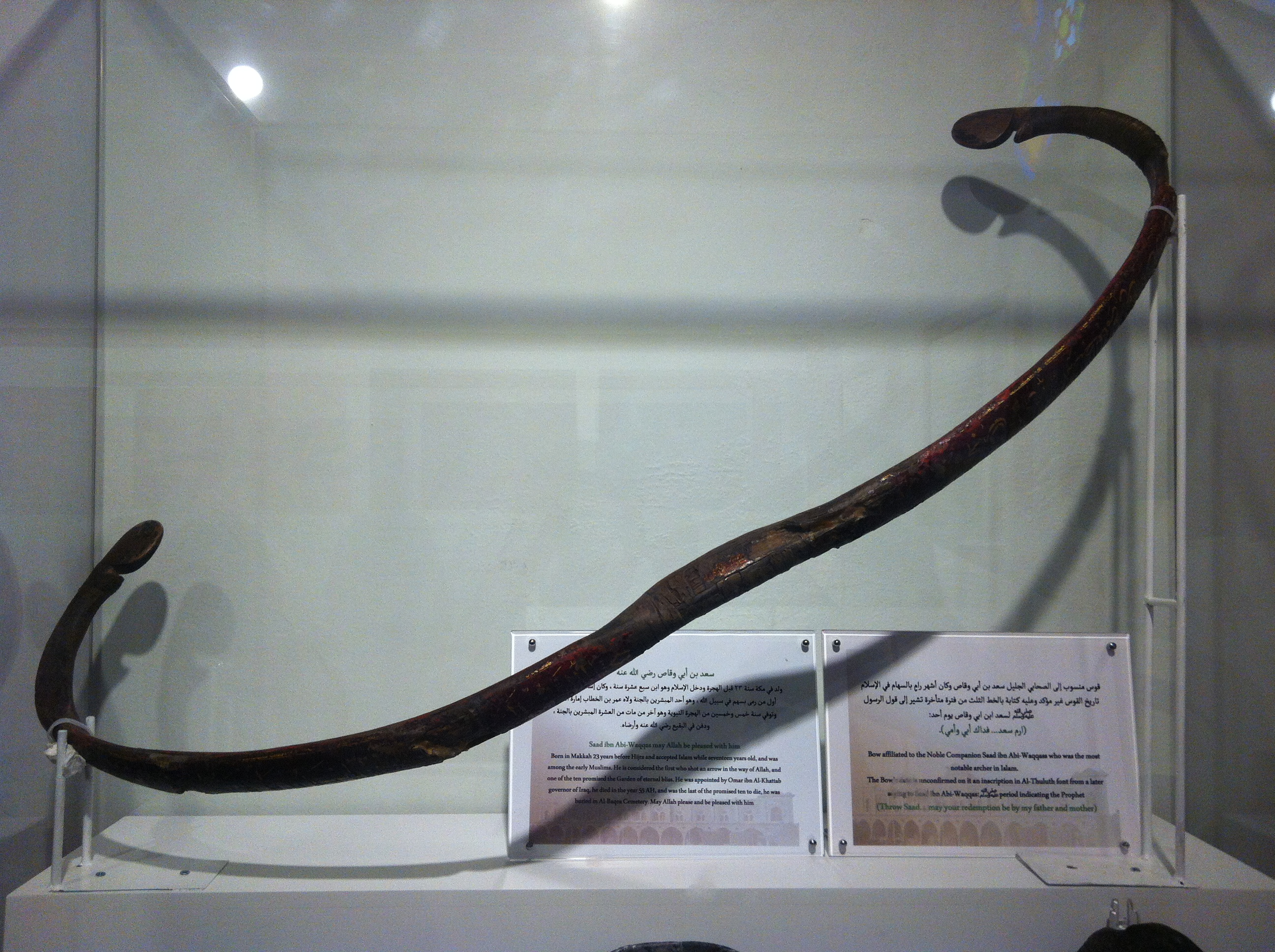
قوس منسوب إلى سعد بن أبي وقاص موجود في متحف سكة حديد الحجاز بالمدينة المنورة.

شهد سعد بن أبي وقاص جميع الغزوات مع النبي، فشهد غزوة بدر وأحد وثَبُتَ فيها حين ولى الناس، وشهد غزوة الخندق وبايع في الحديبية وشهد خيبر وفتح مكة، وكانت معه يومئذٍ إِحدى رايات المهاجرين الثلاث، وكان من الرماة الماهرين، وهو أولُ من رَمى بسهم في سبيل الله، وكان أحد الفرسان الذين كانوا يحرسون النبي في مغازيه، وذلك في سريّة عبيدة بن الحارث في شوال على رأس ثمانية أشهر من الهجرة إلى المدينة المنورة، وكان معه يومئذ المقداد بن عمرو، وعتبة بن غزوان.

### سرية سعد بن أبي وقاص

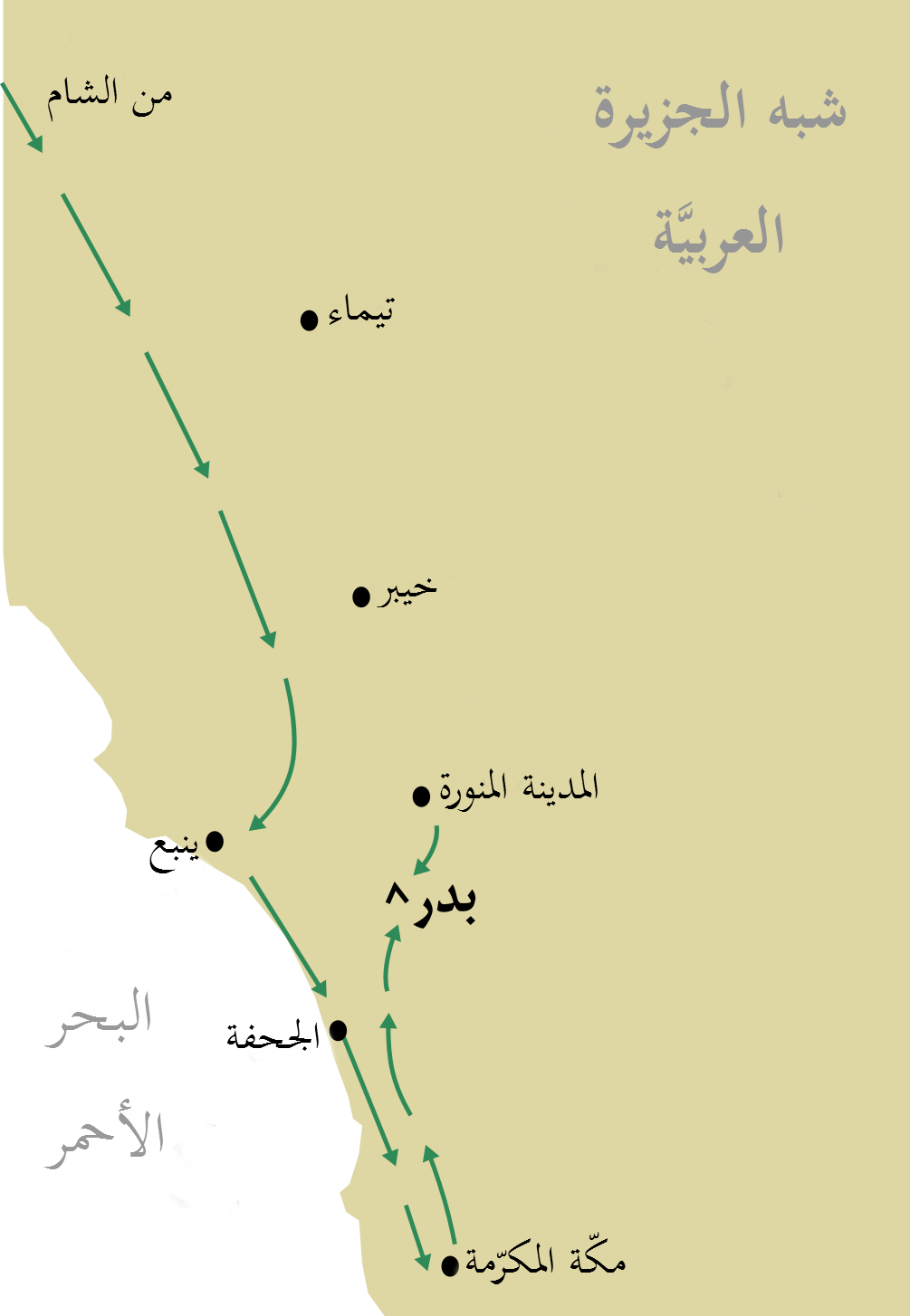
خارطة تُظهر مسير الجمعين إلى بدر.

أرسل النبي سعدًا على رأس سرية إلى الخرار، وكانت ثالث سرية يرسلها النبي، وذلك في ذي القعدة على رأس تسعة أشهر من الهجرة إلى المدينة المنورة، وعقد له لواء أبيض حمله المقداد بن عمرو، وبعثه في عشرين رجلاً من المهاجرين يعترض لعير قريش تمر به وعهد إليه أن لا يجاوز الخرّار. قال سعد بن أبي وقاص: «فخرجنا على أقدامنا فكنا نكمن النهار ونسير الليل حتى صبحناها صبح خمس، فنجد العير قد مرت بالأمس فانصرفنا إلى المدينة.»

### غزوة بدر
شهد سعد غزوة بدر، وأرسله النبي في بداية المعركة مع علي بن أبي طالب والزبير بن العوام ونفر من أصحابه إلى ماء بدر، ليأتوا له بالأخبار عن جيش قريش، فوجدوا غلامين لقريش يستقيان للجيش، فأتوا بهما إلى النبي وهو يصلي، فسألوهما، فقالا: «نحن سقاة قريش؛ بعثونا لنسقيهم من الماء»، فكره القوم خبرهما، ورجوا أن يكونا لأبي سفيان، فضربوهما، فلما أذلقوهما قالا: «نحن لأبي سفيان»، فتركوهما، وركع النبي، وسجد سجدتين، ثم سلَّم، فقال: «إذا صدقاكم ضربتموهما وإذا كذباكم تركتموهما! صدقا والله، إنهما لقريش»، وقال لهما: «أخبراني عن جيش قريش»، فقالا: «هم وراء هذا الكثيب الذي ترى بالعدوة القصوى»، فقال لهما: «كم القوم؟»، قالا: «كثير»، قال: «ما عدتهم؟»، قالا: «لا ندري»، قال: «كم ينحرون كل يوم؟»، قالا: «يومًا تسعًا ويومًا عشرًا»، فقال النبي: «القوم ما بين التسعمائة والألف»، ثم قال لهما: «فمن فيهم من أشراف قريش؟»، فذكرا عتبة بن ربيعة، وشيبة بن ربيعة، وأبا جهل بن هشام، وأمية بن خلف، وأبا البختري بن هشام، وحكيم بن حزام، ونوفل بن خويلد، والحارث بن عامر بن نوفل، وطعيمة بن عدي بن نوفل، والنضر بن الحارث بن كلدة، وزمعة بن الأسود، ونبيه بن الحجاج، ومنبه بن الحجاج، وسهيل بن عمرو، وعمرو بن عبد ود، فأقبل النبي إلى أصحابه قائلاً: «هذه مكة قد ألقت إليكم أفلاذ كبدها».
ولمَّا بدأت المعركة أبلى سعد بلاءً حسنًا، يقول عبد الله بن مسعود: «لقد رأيتُ سعدًا يقاتل يوم بدرٍ قتال الفارس في الرجال.»، وقُتِل أخوه عمير في غزوة بدر، وقَتَل سعد سعيد بن العاص، وأخذ سيفه - وكان يسمّى ذا الكُتَيفَة -، فذهب إلى النبي يستأذنه في أخذ السيف، فقال له النبي: «اذْهَبْ فَاطْرَحْهُ فِي الْقَبَضِ»، فرجع سعد، فلم يلبث حتى نزلت سورة الأنفال، فقال له النبي: «اذْهَبْ فَخُذْ سَيْفَكَ». ورُوِىَ أن سعدًا قد أسر أسيرين يوم بدر.

### غزوة أحد
| «رَأَيْتُ عَنْ يَمِينَ رَسُولِ اللَّهِ ﷺ، وَعَنْ شِمَالِهِ يَوْمَ أُحُدٍ رَجُلَيْنِ عَلَيْهِمَا ثِيَابٌ بِيضٌ، مَا رَأَيْتُهُمَا قَبْلُ وَلا بَعْدُ.» |
| — سعد بن أبي وقاص                                                                            |

شهد سعد غزوة أُحُد وثبت يومَ أُحُد مع النبي حين ولّى النّاس، كان من الرماة في ذلك اليوم، حتى أن الزهري قال: «رمى سعد يوم أُحد أَلف سهم.» فكان النبي يقول له: «ارم فداك أبي وأمي»، وأنشد سعد:

## في عهد الخلفاء الراشدين
لمَّا مات النبي، واستُخلِف أبو بكر الصديق، كان سعد من جملة جيشه، ولما خرج جيش أسامة بن زيد من المدينة، طمع الأعراب في المدينة، فجعل أبو بكر حراسًا على أنقاب المدينة يبيتون حولها، منهم علي بن أبي طالب، والزبير بن العوام، وطلحة بن عبيد الله، وسعد بن أبي وقاص، ثم خرج سعد مع أبي بكر لقتال الأعراب بحروب الردة.

### إمارة العراق
أرسل أبو بكر الصديق خالد بن الوليد من العراق إلى الشام، ولما مات أبو بكر، استخلف عمر أبا عبيد الثقفي على أجناد العراق سنة 13 هـ، ولكن كانت فترته قصيرة حوالي بضعة أشهر، حيث استشهد في معركة الجسر. وبعد مقتل أبي عبيد الثقفي، انتظم شمل الفرس، واجتمع أمرهم على يزدجرد الثالث، ونقض أهل الذمة عهودهم التي كانوا قد عاهدوا عليها المسلمين، وأخرجوا عمَّال المسلمين من بين أظهرهم. فغضب عمر بن الخطاب، وركب في أول يوم من محرم سنة 14 هـ، وكان عازمًا على غزو العراق بنفسه واستخلف على المدينة علي بن أبي طالب، ثم عقد مجلسًا لاستشارة الصحابة فيما عزم القيام به، ونودي أن الصلاة جامعة، وقد أرسل إلى علي فقدم من المدينة، ثم استشارهم فكلهم وافقوه على الذهاب إلى العراق إلا عبد الرحمن بن عوف فإنه قال له: «إني أخشى إن كسرت أن تضعف المسلمون في سائر أقطار الأرض، وإني أرى أن تبعث رجلا وترجع أنت إلى المدينة»، فارثا عمر والناس عند ذلك واستصوبوا رأي ابن عوف. فقال عمر: «فمن ترى أن نبعث إلى العراق»، فقال: «قد وجدته». قال: «من هو؟» قال: «الأسد في براثنه سعد بن مالك الزهري.» فاستجاد قوله، وأرسل إلى سعد فأمره على العراق وأوصاه فقال:
| سعد بن أبي وقاص | يا سعد بن وهيب لا يغرنك من الله أن قيل خال رسول الله صلى الله عليه وسلم وصاحبه، فإن الله لا يمحو السيئ بالسيئ، ولكن يمحو السيئ بالحسن، وإن الله ليس بينه وبين أحد نسب إلا بطاعته، فالناس شريفهم ووضيعهم في ذات الله سواء، الله ربهم، وهم عباده، يتفاضلون بالعافية ويدركون ما عند الله بالطاعة، فانظر الأمر الذي رأيت رسول الله صلى الله عليه وسلم منذ بعث إلى أن فارقنا عليه فالزمه، فإنه أمر. هذه عظتي إياك إن تركتها ورغبت عنها حبط عملك وكنت من الخاسرين. ولما أراد فراقه قال له: إنك ستقدم على أمر شديد، فالصبر الصبر على ما أصابك ونابك، تجمع لك خشية الله، واعلم أن خشية الله تجتمع في أمرين: في طاعته، واجتناب معصيته، وإنما طاعة من أطاعه ببغض الدنيا وحب الآخرة، وإنما عصيان من عصاه بحب الدنيا وبغض الآخرة. وللقلوب حقائق ينشئها الله إنشاء، منها: للسر، ومنها: العلانية، فأما العلانية: فأن يكون حامده وذامه في الحق سواء، وأما السر: فيعرف بظهور الحكمة من قلبه على لسانه، وبمحبة الناس. ومن محبة الناس فلا تزهد في التحبب فإن النبيين قد سألوا محبتهم، وإن الله إذا أحب عبدا حببه، وإذا أبغض عبدا بغضه، فاعتبر منزلتك عند الله بمنزلتك عند الناس. | سعد بن أبي وقاص |

فخرج سعد إلى العراق في ستة آلاف مقاتل أميرًا على من بها، وكتب عمر إلى جرير بن عبد الله البجلي والمثنى بن حارثة الشيباني أن يكونا تبعًا لسعد، وأن يسمعا ويطيعا له، وكانا قد تنازعا الإمارة، فالمثنى يقول لجرير: «إنما بعثك أمير المؤمنين مددًا لي»، وجرير يقول: «إنما بعثني أميرًا عليك»، فلما قدم سعد انقطع الخلاف بينهما، وقد مات المثنى في هذه السنة. فترحّم عليه سعد وتزوج امرأته سلمى، فلما وصل سعد إلى محلة الجيوش انتهت إليه رياستها، ولم يبق أميرًا في العراق إلا تحت أمره، وأمدَّه عمر بأمداد أُخَرَ حتى اجتمع في القادسية ثلاثون ألفًا، وقيل ستة وثلاثون ألفًا.

### معركة القادسية

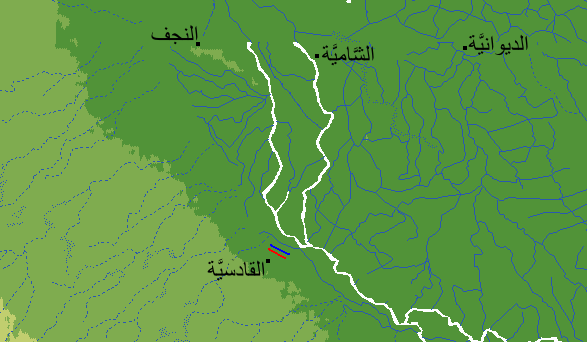
خارطة لِموقع معركة القادسيَّة، ويظهرُ الجيشُ الإسلاميّ باللون الأحمر، والجيشُ الفارسيّ باللون الأزرق.

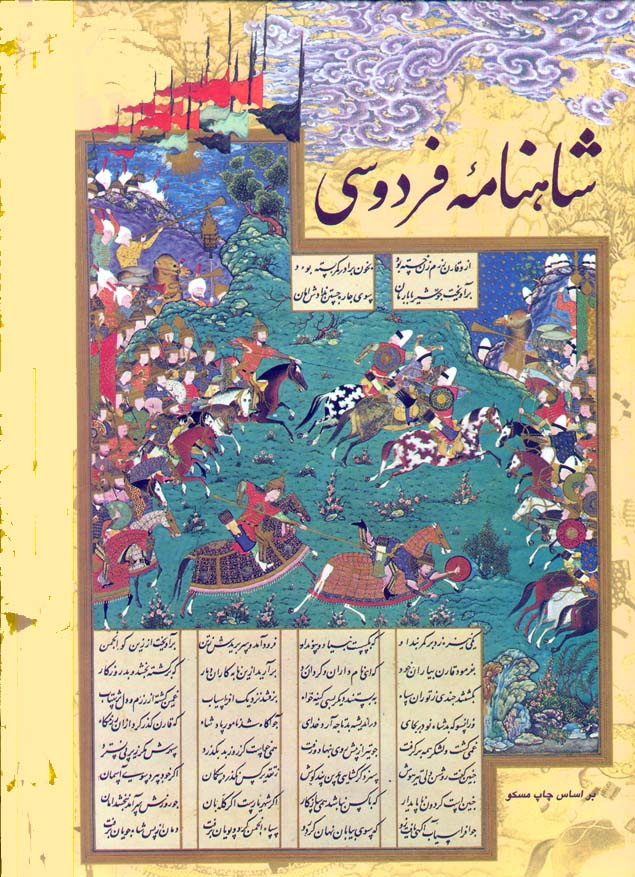
رسم فارسي لمعركة القادسيَّة التي كانت فُتحت على أثرها أبواب العراق.

سار سعد في ثلاثين ألف مقاتل إلى القادسية، وبث سراياه وأقام فيها شهرًا لم ير أحدًا من الفرس، واجتمع رأي الفرس على إرسال رستم فرخزاد على الجيش، فذهب رستم وعسكر بساباط، فجعل على المقدمة - وهي أربعون ألفًا - الجالينوس، وعلى الميمنة الهرمزان، وعلى الميسرة مهران بن بهرام، وعلى الساقة البندران، وهم ثمانون ألفًا، وقيل: مائة وعشرون ألفًا يتبعها ثمانون ألفًا فالجملة مائتا ألف مقاتل، وثلاثة وثلاثون فيلًا، ثم بعث سعد النعمان بن مقرن المزني، وفرات بن حيان، وحنظلة بن الربيع، وعطارد بن حاجب، والأشعث بن قيس، والمغيرة بن شعبة، وعمرو بن معديكرب يدعون رستمًا إلى الإسلام، ولمَّا طاول رستم سعدًا في اللقاء، بعث سعد سرية لتأتيه برجل من الفرس لمعرفة أخبارهم، فاخترق طليحة بن خويلد الأسدي جيش الفرس حتى أسر أحدهم وجاء به، فسأله سعد عن القوم فجعل يصف شجاعة طليحة، فقال: «دعنا من هذا، وأخبرنا عن رستم؟» فقال: «هو في مائة ألف وعشرين ألفا، ويتبعها مثلها»، ولما تواجه الجيشان بعث رستم إلى سعد أن يبعث إليه برجل عاقل عالم بما أسأله عنه، فبعث إليه المغيرة بن شعبة، ثم بعث إليه سعد رسولا آخر وهو ربعي بن عامر، ثم بعث إليهم رسولًا ثالث وهو حذيفة بن محصن البارقي فتكلم نحو ما قال ربعي، وبعد أن فشلت المفاوضات، التقى الجيشان في القادسية.
ولمَّا تقابل الجمعان، كان سعد قد أصابه عرق النسا ودمامل في جسده فلم يعد يستطيع الركوب، فكان يجلس في قصر متكئ على صدره فوق وسادة وهو ينظر إلى الجيش ويدبر أمره، وقد جعل أمر الحرب إلى خالد بن عرفطة، وجعل على الميمنة جرير بن عبد الله البجلي، وعلى الميسرة قيس بن مكشوح، فصلى سعد بالناس الظهر، ثم خطب الناس فوعظهم وحثهم، ثم تلا: ﴿وَلَقَدْ كَتَبْنَا فِي الزَّبُورِ مِنْ بَعْدِ الذِّكْرِ أَنَّ الْأَرْضَ يَرِثُهَا عِبَادِيَ الصَّالِحُونَ ۝١٠٥﴾ [الأنبياء:105]، وقرأ القراء آيات الجهاد وسوره، ثم كبّر أربعًا، ثم بدأ القتال، واستمر القتال ثلاثة أيام، فلما أصبح اليوم الرابع اقتتلوا قتالًا شديدًا، وكانت خيول المسلمين تفر من فيلة الفرس، واستطاع المسلمون قتل الفيلة ومن عليها، وقلعوا عيونها، وأبلى جماعة من الشجعان في هذه الأيام مثل: طليحة الأسدي، وعمرو بن معدي كرب، والقعقاع بن عمرو، وجرير بن عبد الله البجلي، وضرار بن الخطاب، وخالد بن عرفطة، وأشكالهم وأضرابهم. فلما كان وقت الزوال من هذا اليوم، ويسمى: يوم القادسية، وكان يوم الاثنين من المحرم سنة 14 هـ، هبت ريح شديدة فرفعت خيام الفرس عن أماكنها، وألقت سرير رستم، فبادر فركب بغلته وهرب فأدركه المسلمون فقتلوه، وقتلوا جالينوس مقدمة الطلائع القادسية، وانهزمت الفرس، وقتل المسلسلون من الفرس وكانوا ثلاثين ألفًا وقُتِل في المعركة عشرة آلاف من الفرس، وقُتِل من المسلمين ألفان وخمسمائة.

### فتح المدائن وجلولاءوحلوان

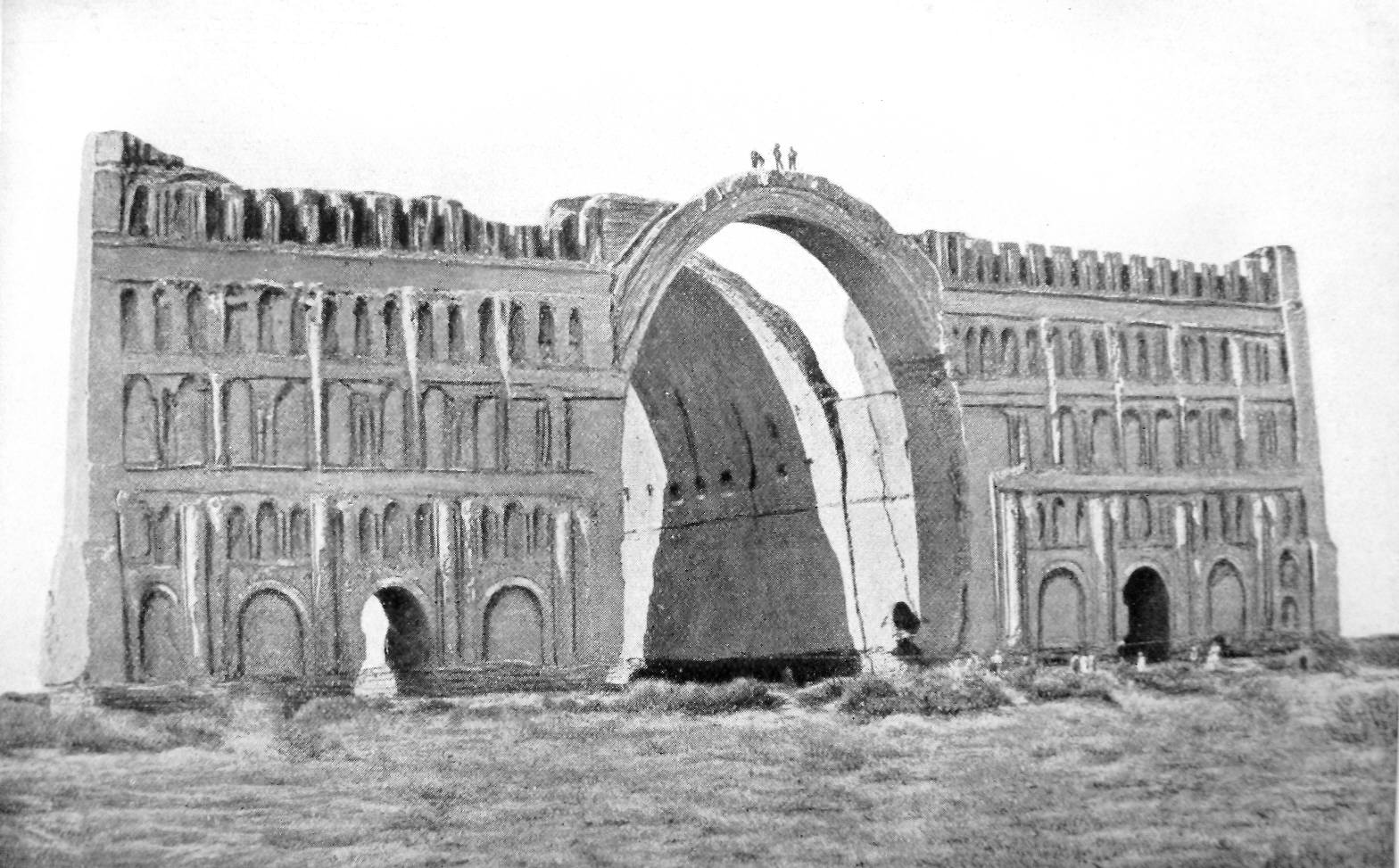
أطلال إيوان كسرى في العراق. اتخذه المُسلمون مُصلّى عند فتح المدينة واستولوا على ما كان فيه من الكُنوز وأرسلوا خُمسها إلى المدينة ليتمَّ اقتسامها وفق الشرع.

أرسل سعد زهرة بن الحوية التميمي في كتيبة لحصار بهرسير أو نهرشير وهي المدائن الغربية، فتلقّاه شيرزاد في ساباط بالصلح وأداء الجزية، ثم سار سعد بالجنود إلى مكان يقال له مُظلم ساباط، فوجد جندًا من الفرس تسمى جند بوران ومعهم أسد كبير يسمى المُقرّط، فتقدّم له هاشم بن عتبة فقتل الأسد، وهاجم المسلمون الفرس فهزموهم، ثم نزلوا نهرشير في ذي الحجة 15 هـ. بعث سعد السرايا في كل جهة يطلبون جند الفرس، فلم يجدوا أحدًا سوى الفلاحين، فجمع سعد منهم مائة ألف وكتب إلى عمر يستفته في أمرهم، فكتب إليه عمر: «إِنَّ مَنْ كَانَ مِنَ الْفَلَّاحِينَ لَمْ يُعِنْ عَلَيْكُمْ وَهُوَ مُقِيمٌ بِبَلَدِهِ فَهُوَ أَمَانُهُ، وَمَنْ هَرَبَ فَأَدْرَكْتُمُوهُ فَشَأْنُكُمْ بِهِ.» فأطلقهم سعد ودعاهم للإسلام، فاختاروا الجزية. أقام سعد على حصار نهرشير، وشدد الحصار شهرين حتى أرسل له الفرس يسألونه الصلح على أن يكون دجلة فاصلاً حدوديًا بين أرض المسلمين وأرض الفرس، فرفض المسلمون وركب الفرس السفن بأموالهم في الليل إلى الضفة الأخرى من النهر إلى المدائن وتركوا نهرشير خاوية، فدخلها المسلمون.
ولما فتح سعد نهرشير في صفر 16 هـ، بلغه نية يزدجرد الفرار بأمتعته وأمواله من المدائن إلى حلوان. فعزم على المسير إلى المدائن رغم فيضان دجلة وعدم وجود سفن تحمل المسلمين عبر النهر. انتدب عاصم بن عمرو التميمي وستمائة فارس معه للعبور إلى الضفة الأخرى من النهر، وحمايتها حتى يتسنى لجيش المسلمين العبور دون أن يهاجمهم الفرس، فعبر عاصم ومن معه النهر على ظهور الخيل. حاول الفرس منع كتيبة عاصم من عبور النهر، لكن دون جدوى حيث عبر عاصم النهر بكتيبته ودفع الفرس عن ضفة النهر حتى استطاع جيش المسلمين العبور. طارد جيش المسلمين الفرس حتى دخل المدائن فوجدها خاوية حيث فرّ يزدجرد بأهله ومعه ما قدر على حمله، ولم يجد المسلمون مقاومة إلا في القصر الأبيض الذي تحصّن فيه بعض المقاتلين، فأمهلهم ثلاثة أيام للتسليم، فقبلوا بالتسليم في اليوم الثالث. ودخل سعد إيوان كسرى، وجعله مُصلّى وقرر الإقامة في المدائن، وأرسل إلى عائلات الجند ليُسكنهم دور المدائن. ثم أرسل سعد سرايا لمطاردة يزدجرد، فأدركت بعض جند يزدجرد وقتلوهم واستردوا جزءً من حُليّ كسرى وتاجه. غنم المسلمون من المدائن الكثير من الأموال ومن كنوز كسرى، فأرسل سعد الخمس إلى عمر في المدينة، وتولى سلمان الفارسي قسمة البقية بين جند المسلمين. وحين بلغ الخمس المدينة، ألقى عمر بسواري كسرى إلى سراقة بن مالك المدلجي تحقيقًا لوعد النبي محمد له عندما اعترض سراقة النبي محمد في هجرته إلى المدينة.
وبعد فتح المدائن، فرر يزدجرد إلى حلوان وأرسل مهران رازي بجيش فارسي إلى جلولاء، فبعث سعد هاشم بن عتبة إلى جلولاء باثني عشر ألف، وتم فتح جلولاء في ذي القعدة 16 هـ. ثم أمر هاشم القعقاع بن عمرو التميمي بمطاردة فلولهم، فأدرك مهران في خانقين فقتله، وواصل القعقاع إلى حلوان. فوجد يزدجرد قد فرّ حين بلغه خبرؤإلى الجبال، وترك بحلوان فرسانًا بقيادة خسرو شنوم، فهزمهم القعقاع ودخل حلوان.

### إمارة الكوفة

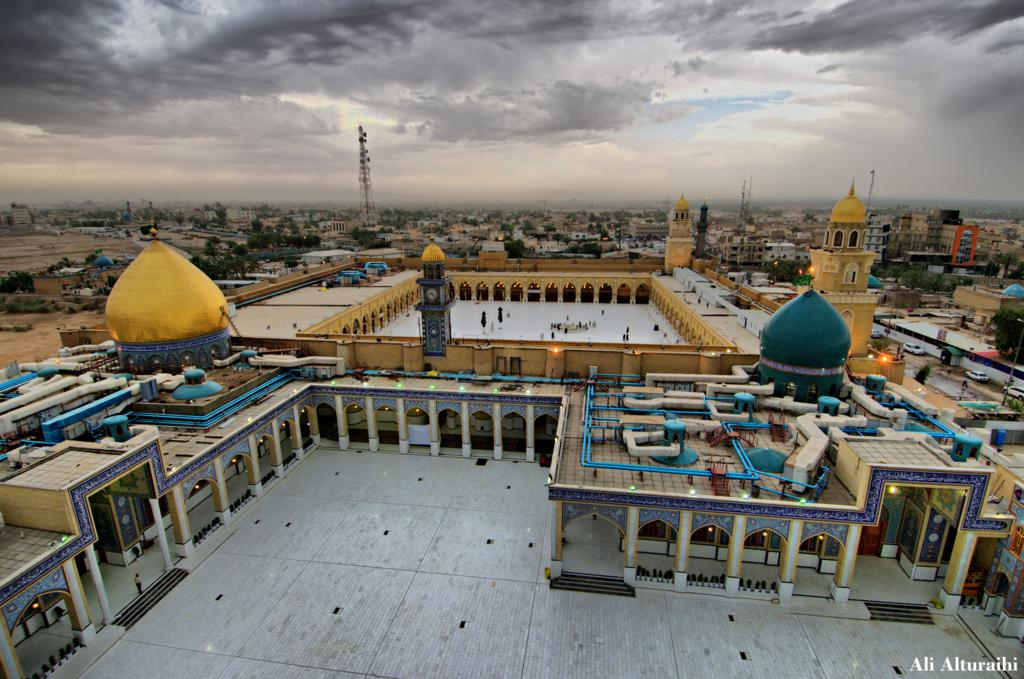
صورة حديثة لمسجد الكوفة الذي بناه سعد بن أبي وقاص عام 18 هـ

وفي سنة 17 هـ، وصل إلى عمر بن الخطاب خبرًا أن العرب قد رقت بطونها، وجفت أعضادها وتغيرت ألوانها، فكتب عمر إلى سعد: «أخبرني ما الذي غير ألوان العرب ولحومهم؟» فكتب إليه سعد: «إن الذي غيرهم وخومة البلاد، وإن العرب لا يوافقها إلا ما وافق إبلها من البلدان.» فكتب إليه عمر: «أن ابعث سلمان وحذيفة رائدين فليرتادا منزلًا بريًا بحريًا ليس بيني وبينكم فيه بحر ولا جسر.» فأرسلهما سعد، فخرج سلمان حتى يأتي الأنبار فسار في غربي الفرات لا يرضى شيئا حتى أتى الكوفة، وسار حذيفة في شرقي الفرات لا يرضى شيئا حتى أتى الكوفة، فارتحل سعد من المدائن حتى نزل الكوفة في محرم سنة سبع عشرة، وخيّر المسلمين بينها وبين المدائن، فمن أعجبه أن يقينم بالمدائن تركه يقيم بها، واستأذن سعد أهل الكوفة في بنيان القصب، ثم وقع حريقًا في الكوفة والبصرة، وكانت الكوفة أشد حريقا في شوال، فبعث سعد إلى عمر يستأذنه في البنيان بالطوب اللبن، فأذن لهم على ألا يزيدن أحدكم على ثلاثة أبيات، وألا يطاولوا في البنيان، وتولى سعد إمارة الكوفة.
وفي سنة 18 هـ بني سعد جامع الكوفة، وفي سنة 20 هـ شكا أهل الكوفة سعدًا إلى عمر فعزله، وولى عليه عمار بن ياسر، وكان من شكواهم أنهم قالوا أنه لا يحسن يصلي، فأرسل عمر إلي سعد فقال: «يا أبا إسحاق إن هؤلاء يزعمون أنك لا تحسن تصلي»، فقال: «أما أنا والله فإني كنت أصلي بهم صلاة رسول الله ﷺ ما أخرم عنها أصلي صلاة العشاء فأركد في الأوليين وأخف في الأخريين»، قال عمر: «ذاك الظن بك يا أبا إسحاق»، وأرسل معه محمد بن مسلمة إلى الكوفة فسأل عنه أهل الكوفة، ولم يدع مسجدًا إلا سأل عنه ويثنون معروفًا، حتى دخل مسجدًا لبني عبس، فقام رجل منهم يقال له أسامة بن قتادة يكنى أبا سعدة، فقال: «أما إذ نشدتنا فإن سعدًا كان لا يسير بالسرية ولا يقسم بالسوية ولا يعدل في القضية»، قال سعد: «أما والله لأدعون بثلاث اللهم إن كان عبدك هذا كاذبًا قام رياء وسمعة فأطل عمره وأطل فقره وعرضه بالفتن»، فكان بعد ذلك يتعرض للجواري في الطرق يغمزهن، وكان إذا سئل عما يفعل يقول: «شيخ كبير مفتون أصابتني دعوة سعد».

### الشورى بعد وفاة عمر
فلمَّا طُعِن عمر بن الخطاب ودنت وفاته، أوصى بأن يكون الأمر شورى بعده في ستة ممن توفي النبي محمد وهو عنهم راضٍ وهم: عثمان بن عفان، علي بن أبي طالب، طلحة بن عبيد الله، الزبير بن العوام، عبد الرحمن بن عوف، وسعد بن أبي وقاص. ورفض تسمية أحدهم بنفسه، وقال: «من استخلفوه فهو الخليفة بعدي، وإن أصابت سعدًا، وإلا فليستعن به الخليفة بعدي، فإنني لم أنزعه - يعني عن الكوفة - من ضعف ولا خيانة.» وأمرهم أن يجتمعوا في بيت أحدهم ويتشاوروا، ومات عمر بن الخطاب بعد ثلاثة أيام من طعنه، ودُفن يوم الأحد أول محرم سنة 24 هـ، الموافقة لسنة 644 م.
وبعد الانتهاء من دفن عمر بن الخطاب، اجتمع أصحاب الشورى، فاختار سعد عبد الرحمن بن عوف وقال: «جعلت أمري إلى عبد الرحمن بن عوف»، وقال الزبير: «جعلت أمري إلى علي»، وقال طلحة: «جعلت أمري إلى عثمان»، ثم عزل ابن عوف نفسه من الأمر، وأخذ يستشير المسلمين حتى اجتمعوا على عثمان بن عفان.

### اعتزاله الفتنة
كان سعد معتزلًا الفتنة، فبعد مقتل عثمان بن عفان، طالبه ابنه عمر بن سعد أن يدعو لنفسه بالخلافة فرفض، وكذلك طالبه أيضا ابن أخيه هاشم بن عتبة، فلما أصرّ سعد على الرفض، بايع هاشم عليَا.
وكان سعد ممن قعد ولزم بيته في الفتنة، فلم يحضر موقعة الجمل ولا موقعة صفين ولا التحكيم، وأمر أهله ألا يخبروه من أخبار الناس بشيء حتى تجتمع الأمة على إمام، فطمع فيه معاوية بن أبي سفيان، وفي عبد الله بن عمر بن الخطاب، ومحمد بن مسلمة، وكتب إليهم يدعوهم إلى عونه على الطلب بدم عثمان ويقول لهم: «إنهم لا يكفرون ما أتوه من قتله وخذلانه إلا بذلك، إن قاتله وخاذله سواء»، فأجابه كل واحد منهم يرد عليه ما جاء به من ذَلِكَ، وينكر مقالته، ويعرفه بأنه لَيْسَ بأهل لما يطلب، وكان في جواب سعد بن أبى وقّاص له:

وفي صحيح مسلم:
| سعد بن أبي وقاص | أن معاوية أمر سعدًا، فقال: ما منعك أن تسب أبا التراب، فقال: أما ما ذكرت ثلاثًا قالهن له رسول الله ﷺ فلن أسبه لأن تكون لي واحدة منهن أحب إلي من حمر النعم، سمعت رسول الله ﷺ يقول له خلفه في بعض مغازيه، فقال له علي: يا رسول الله خلفتني مع النساء والصبيان، فقال له رسول الله صلى الله عليه وسلم: أما ترضى أن تكون مني بمنزلة هارون من موسى إلا أنه لا نبوة بعدي، وسمعته يقول يوم خيبر لأعطين الراية رجلا يحب الله ورسوله ويحبه الله ورسوله، قال فتطاولنا لها، فقال ادعوا لي عليًا، فأتي به أرمد فبصق في عينه ودفع الراية إليه، ففتح الله عليه، ولما نزلت هذه الآية ﴿فَقُلْ تَعَالَوْا نَدْعُ أَبْنَاءَنَا وَأَبْنَاءَكُمْ﴾ دعا رسول الله صلى الله عليه وسلم عليًا وفاطمة وحسنًا وحسينًا فقال اللهم هؤلاء أهلي. | سعد بن أبي وقاص |

ولمَّا سمع سعد أن رجلًا كان يقع في علي وطلحة والزبير، جعل سعد ينهاه ويقول: «لا تقع في إخواني»، فأبى، فقام سعد، وصلى ركعتين ودعا عليه، فجاء جملٌ يشق الناس، فأخذه بالبلاط، فوضعه بين كركرته والبلاط حتى سحقه، يقول سعيد بن المسيب: «فأنا رأيت الناس يتبعون سعدًا يقولون: هنيئا لك يا أبا إسحاق، استجيبت دعوتك.»

## وفاته
كان آخر المهاجرين وفاةً، ولمَّا حضرَتْه الوفاةُ دعا بخلَق جبةٍ له من صوف، فقال: «كفّنوني فيها، فإنّي كنت لقيتُ المشركين فيها يوم بَدْر وهي عليّ، وإنما كنت أَخبؤها لذلك.»، فكانت وفاته في عهد معاوية بن أبي سفيان سنة خمس وخمسين، وقيل سنة ست وخمسين، وقيل سنة سبع وخمسين، وقال أبو نعيم الملائي: سنة ثمان وخمسين، والأول هو الصحيح، ومات في قصره بالعقيق على عشرة أميال من المدينة، فحُمل إلى المدينة على رقاب الرجال، وصلّى عليه مروان بن الحكم وهو يومئذ والي المدينة، وكان يوم مات ابن بضع وسبعين سنة. أرسلت زوجات النبي: «أنَّا لا نَسْتَطِيعُ أَنْ نَخْرُجَ إليه نصلي عليه.» وأن يمروا بجنازته في المسجد النبوي، ففعلوا، فدخلوا به فقاموا على رؤوسهن فَصَلَّيْنَ عَلَيْهِ، وخُرِجَ به من باب الجنائز الذي كان إلى المقاعد، فبلغهنّ أنّ النّاس عابوا ذلك وقالوا: «ما كانت الجنائز يُدْخَلُ بها المسجد»، فبلغ ذلك عائشة بنت أبي بكر فقالت: «ما أسرعَ النّاسَ إلى أن يعيبوا ما لا علمَ لهم به، عابوا علينا أن يُمَرّ بجنازةٍ في المسجد وما صلّى رسول الله صَلَّى الله عليه وسلم، على سهيل بن البيضاء إلاّ في جوف المسجد.» وترك سعدٌ يوم مات مائتي ألف وخمسين ألفَ درهم، ومما يدل على ثرائه أنه كان زكاة عين ماله حين أرسلها إلى مروان بن الحكم خمسة آلاف درهم.

## روايته للحديث
لسعد بن أبي وقاص في رواية الحديث جملة أحاديث صالحة، له في صحيحي البخاري ومسلم خمسة عشر حديثًا متفق عليهما، وانفرد له البخاري بخمسة أحاديث، ومسلم بثمانية عشر حديثًا، وله في مسند أحمد بن حنبل مائة سبعة وسبعون حديثًا، وروى عنه: عبد الله بن عمر بن الخطاب، وعائشة بنت أبي بكر، وعبد الله بن عباس، والسائب بن يزيد، جبير بن مطعم، وجابر بن عبد الله بن عمرو بن حرام، والمسور بن مخرمة، وعبد الله بن عامر بن ربيعة، وروى عنه بنوه: عامر، وعمر، ومحمد، ومصعب، وإبراهيم، وعائشة، وقيس بن أبي حازم، وسعيد بن المسيب، وأبو عثمان النهدي، وعمرو بن ميمون، والأحنف بن قيس، وعلقمة بن قيس النخعي، وإبراهيم بن عبد الرحمن بن عوف، ومجاهد، وشريح بن عبيد الحمصي، وأيمن المكي، وبشر بن سعيد، وأبو عبد الرحمن السُلمي، وأبو صالح ذكوان، وعروة بن الزبير، وغيرهم. ومن الأحاديث التي رواها عن النبي أنه قال: «دعوة ذي النون إذ دعا وهو في بطن الحوت لا إله إلا أنت سبحانك إني كنت من الظالمين، فإنه لم يدع بها رجل مسلم في شيء قط إلا استجاب الله له.»

## الآراء حول سعد بن أبي وقاص

### نظرة أهل السنة والجماعة
يُعدّ سعد بن أبي وقاص أحد أكثر الشخصيات تبجيلاً عند أهل السنة والجماعة، حيث أنه من السّابقين الأوّلين إلى الإسلام، وأحد الثمانية الذين سبقوا إلى الإسلام، وأنه من العشرة المبشرين بالجنة، وأوّل من رمى بسهمٍ في سبيل الله، وحامل إِحدى رايات المهاجرين الثلاث يوم فتح مكة، وأحد قادة الفتح الإسلامي لفارس، وأحد الستة أصحاب الشورى الذين اختارهم عمر بن الخطاب ليختاروا الخليفة من بعده، وقد وردت أحاديث وآثار عديدة تبين فضل سعد ومكانته، منها:
- عن عبد الرحمن بن عوف عن النبي أنه قال:[معلومة 4][72] | سعد بن أبي وقاص | أبو بكر في الجنة، وعمر في الجنة، وعثمان في الجنة، وعلي في الجنة، وطلحة في الجنة، والزبير في الجنة، وعبد الرحمن بن عوف في الجنة، وسعد بن أبي وقاص في الجنة، وسعيد بن زيد في الجنة وأبو عبيدة بن الجراح في الجنة. | سعد بن أبي وقاص |
- عن أبي عثمان النهدي قال:[73] | سعد بن أبي وقاص | لم يبقَ مع النبيِّ ﷺ، في بعضِ تلك الأيامِ التي قاتل فيهنَّ رسولُ اللهِ ﷺ، غيرُ طلحة وسعدٍ. عن حديثهما. | سعد بن أبي وقاص |
- عن علي بن أبي طالب قال:[4] | سعد بن أبي وقاص | ما سمعت رسول الله صلى الله عليه وسلم يفدي أحدًا غير سعد؛ سمعته يقول: ارم فداك أبي وأمي، أظنه يوم أحد. | سعد بن أبي وقاص |
- عن عائشة بنت أبي بكر قالت:[74] | سعد بن أبي وقاص | سَهِرَ رَسُولُ اللَّهِ صَلَّى اللَّهُ عَلَيْهِ وَسَلَّمَ مَقْدَمَهُ الْمَدِينَةَ لَيْلَةً، فَقَالَ: لَيْتَ رَجُلًا صَالِحًا مِنْ أَصْحَابِي يَحْرُسُنِي اللَّيْلَةَ، قَالَتْ: فَبَيْنَما نَحْنُ كَذَلِكَ سَمِعْنَا خَشْخَشَةَ سِلَاحٍ، فَقَالَ: مَنْ هَذَا؟ قَالَ: سَعْدُ بْنُ أَبِي وَقَّاصٍ، فَقَالَ لَهُ رَسُولُ اللَّهِ صَلَّى اللَّهُ عَلَيْهِ وَسَلَّمَ: مَا جَاءَ بِكَ ؟ قَالَ: وَقَعَ فِي نَفْسِي خَوْفٌ عَلَى رَسُولِ اللَّهِ صَلَّى اللَّهُ عَلَيْهِ وَسَلَّمَ فَجِئْتُ أَحْرُسُهُ، فَدَعَا لَهُ رَسُولُ اللَّهِ صَلَّى اللَّهُ عَلَيْهِ وَسَلَّمَ، ثُمَّ نَامَ. | سعد بن أبي وقاص |
- عن جابر بن عبد الله بن عمرو بن حرام قال:[75] | سعد بن أبي وقاص | أقبل سعد، فقال النبي صلى الله عليه وسلم: هذا خالي فليرني امرؤ خاله. | سعد بن أبي وقاص |
- عن سعد قال:[76] | سعد بن أبي وقاص | قَالَ رَسُولُ اللَّهِ صَلَّى اللَّهُ عَلَيْهِ وَسَلَّمَ: اللَّهُمَّ اسْتَجِبْ لَهُ إِذَا دَعَاكَ. | سعد بن أبي وقاص |
- عن عائشة بنت سعد عن أبيها قال:[77] «وَضَعَ رَسُولُ اللَّهِ صَلَّى اللَّهُ عَلَيْهِ يَدَهُ عَلَى جَبْهَتِي، ثُمَّ مَسَحَ وَجْهِي وَصَدْرِي وَبَطْنِي، ثُمَّ قَالَ: اللَّهُمَّ اشْفِ سَعْدًا. فَمَا زِلْتُ أَجِدُ بَرْدَ يَدِهِ عَلَى صَدْرِي فِيمَا يُخَيَّلُ إِلَيَّ حَتَّى السَّاعَةِ.»
- قال ابن حجر العسقلاني:[78]

### عند الشيعة الاثنا عشرية
لا يختلف موقف الشيعة الاثنا عشرية من سعد بن أبي وقاص عن موقفهم تجاه العشرة المبشرين بالجنة، حيث يرى الشيعة بطلان حديث العشرة المبشرين بالجنة وينفونه، كما يرون أنه انحرف عن بيعة علي بن أبي طالب، فيقول أبو الحسن العاملي: «سعد بن أبي وقاص قارون هذه الأمة، وهذا ظاهر من جهة ارتداده وتكبره عن مبايعة أمير المؤمنين» كما تروي كتب الشيعة أن عليًا قال عن سعد أن على كل شعرة من لحيته شيطانًا جالسًا، فيروي التستري عن علي قوله لسعد: «إن في شعرك ملكاً يلعنك، وعلى كل طاقة من شعر لحيتك شيطانًا جالسًا.»

## أسرته

### زوجاته

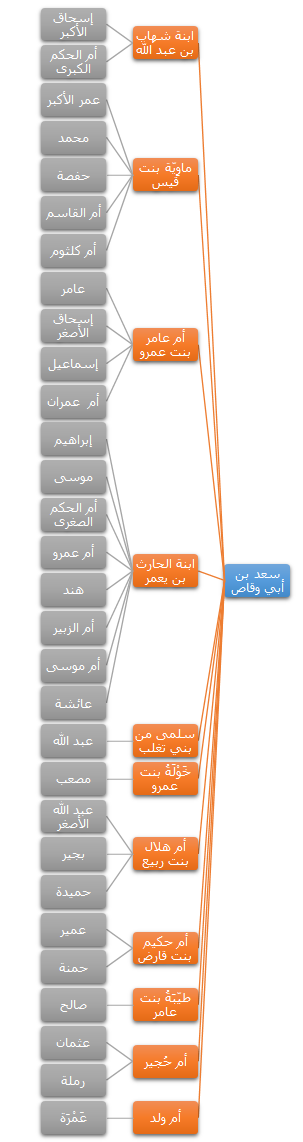
شجرة زوجات وأبناء سعد بن أبي وقاص

ذكر محمد بن سعد البغدادي في كتابه الطبقات الكبرى عددًا من زوجات سعد بن أبي وقاص وأمهات أولاده، هن:
- سَلْمى بنت خَصَفَة أو سلمى بن حفص بن ثَقْفِ بن ربيعة من تيم اللاّت بن ثعلبة بن عُكابة، أنجبت له عمير الأصغر، وعمر، وعمران، وأم عمرو وأمّ أيّوب وأمّ إسحاق، وكانت معه بالعراق، وشهدت معه معركة القادسية، وهي التي أطلقت أبا محجن الثقفي يوم القادسية.[85]
- ابنة شِهاب بن عبد الله بن الحارث بن زُهْرة، أنجبت له إسحاق الأكبر، وأم الحكم الكبرى.
- ماوِيّة بنت قَيْس بن مَعْدِيكَرِبَ بن أبي الكَيْسَم بن السِّمْط بن امرئ القيس بن عمرو بن معاوية من كِندة، أنجبت له عمر، ومحمد، وحفصة، وأم القاسم، وأم كلثوم.
- أمّ عامر بنت عمرو بن عمرو بن كعب عمرو من بَهْراءَ، أنجبت له عامر، وإسحاق الأَصغر، وإسماعيل، وأم عمران.
- زَبَدُ بنت الحارث بن يَعْمُرَ بن شراحيل بن عبد عوف بن مالك بن جَنَاب بن قيس بن ثعلبة بن عُكابة بن صَعْب بن عليّ بن بكر بن وائل، أصيبت سباءً، أنجبت له إبراهيم، وموسى، وأم الحكم الصغرى، وأم عمرو، وهند، وأم الزبير، وأم موسى، وعائشة.
- سلمى من بني تغلب بن وائل، أنجبت له عبد الله.
- خَوْلَةُ بنت عمرو بن أوس بن سَلامَة بن غَزِيّةَ بن مَعْبَد بن سعد بن زُهير بن تيم الله بن أُسامة ابن مالك بن بكر بن حُبيب بن عمرو بن تغلب بن وائل، أنجبت له مصعب.
- أمّ هلال بنت ربيع بن مُرَيّ بن أوس بن حارثة بن لام بن عمرو بن ثمُامة بن مالك بن جَدْعاءَ بن ذُهل بن رُومان بن حارثة بن خارجة بن سعد بن مَذحِج، أنجبت له عبد الله الأصغر، وبجير، وحميدة.
- أمّ حكيم بنت قارض من بني كنانة حُلفاءِ بني زُهرة، أنجبت له عمير، وحمنة.
- طيّبَةُ بنت عامر بن عُتْبة بن شراحيل بن عبد الله بن صابر بن مالك بن الخزرج بن تيم الله من النّمر بن قاسط، أنجبت له صالح.
- أمّ حُجير، أنجبت له عثمان ورملة.
- قيلة ذكرها ابن الجوزي، وهي امرأة المثنى بن حارثة الشيباني، تزوجها سعد بالعراق بعد وفاة المثنى، وكانت قد شهدت مع زوجها أغلب حرب العراق، وشهدت مع سعد القادسية، ولمّا فر بعض الخيل يومئذٍ وسعد نائم مما يؤلمه من مرضه، فزعت وقالت: «وامثنياه! ولا مثنى لي اليوم»، فغضب سعد ولطم وجهها، فقالت: «أغيرةً وجبنًا» تعيره بالجلوس في الحرب.[86]

### أبناؤه
أبناؤه الذكور هم:
- إسحاق الأكبر أمّه ابنة شِهاب بن عبد الله بن الحارث بن زُهْرة، أكبر أولاد سَعْد، وبه كان يكنى. وُلد له في عهد النبيّ، ومات صغيرًا.[88]
- عُمَرُ الأكبر، أمه ماوِيّة بنت قَيْس بن مَعْدِيكَرِبَ، استعمله عبيد الله بن زياد على الرّيّ وهمذان، فلمّا قدم الحسين بن علي العراق أمره عبيدُ الله بن زياد أن يسير إليه وبعث معه أربعة آلاف، فقاتله حتى قُتل الحسين. ولمّا غلب المختار بن أبي عبيد الثقفي على الكوفة قتل عمر بن سعد وابنه حفصًا.[89]
- محمّد بن سعد، أمه ماوِيّة بنت قَيْس بن مَعْدِيكَرِبَ، كان ممن ثار على الحجاج بن يوسف الثقفي مع ابن الأشعث، فأُسر يومَ دير الجماجم، فقتله الحجاج.[90]
- عامر، أمّه أمّ عامر بنت عمرو، تابعي، وأحد رواة الحديث النبوي، توفي عامر بن سعد سنة 96 هـ بالمدينة المنورة في خلافة الوليد بن عبد الملك.[91]
- إسحاق الأَصغر، أمّه أمّ عامر بنت عمرو.
- إسماعيل، أمّه أمّ عامر بنت عمرو.
- إبراهيم، أمّه ابنة الحارث بن يَعْمُرَ بن شراحيل، وقد روى إبراهيم عن عليّ، وكان إبراهيم ثقة كثير الحديث.[92]
- موسى، أمّه ابنة الحارث بن يَعْمُرَ بن شراحيل.
- عبد الله بن سعد، أمّه سلمى من بني تغلب بن وائل.
- مُصْعَبُ بن سعد، أمّه خَوْلَةُ بنت عمرو بن أوس، نزل الكوفة، وقد روى عن عليّ، وكان ثقةً كثير الحديث، وتوفّي بالكوفة سنة ثلاثٍ ومائة.[92]
- عبد الله الأصغر، أمّه أمّ هلال بنت ربيع بن مُرَيّ.
- بُجَيْر واسمه عبد الرّحَمن، أمّه أمّ هلال بنت ربيع بن مُرَيّ.
- عُمير بن سعد الأكبر، أمّه أمّ حكيم بنت قارض من بني كنانة، توفي قبل أبيه.
- عُمير الأصغر، وأمّه سَلْمى بنت خَصَفَة، ، قُتل يوم الحَرّة في ذي الحجّة سنة ثلاثٍ وستّين.[92]
- عمر الأصغر، وأمّه سَلْمى بنت خَصَفَة.
- عمران، وأمّه سَلْمى بنت خَصَفَة.
- صالح بن سعد، أمّه طيّبَةُ بنت عامر بن عُتْبة بن شراحيل، كان نزل الحِيرَةَ لشَرٍّ وقع بينه وبين أخيه عمر بن سعد ونزلها وَلَدُهُ ثمّ نزلوا رأسَ العين.
- عثمان، وأمّه أمّ حُجير.

وأبناؤه الإناث هن:
| - أمّ الحَكَمِ الكبرى، أمّها ابنة شِهاب بن عبد الله بن الحارث بن زُهْرة. - حَفْصَةُ، أمها ماوِيّة بنت قَيْس بن مَعْدِيكَرِبَ. - أمّ القاسم، أمها ماوِيّة بنت قَيْس بن مَعْدِيكَرِبَ. - أمّ كلثوم، أمها ماوِيّة بنت قَيْس بن مَعْدِيكَرِبَ. - أمّ عمران، أمّها أمّ عامر بنت عمرو. - أمّ الحكم الصغرى، أمّها ابنة الحارث بن يَعْمُرَ بن شراحيل. - أمّ عمرو، أمّها ابنة الحارث بن يَعْمُرَ بن شراحيل. - هند، أمّها ابنة الحارث بن يَعْمُرَ بن شراحيل. - أمّ الزّبير، أمّها ابنة الحارث بن يَعْمُرَ بن شراحيل. | - أمّ موسى، أمّها ابنة الحارث بن يَعْمُرَ بن شراحيل. - حَميدة، وأمّها أمّ هلال بنت ربيع بن مُرَيّ. - حَمْنَةُ، وأمّها أمّ حكيم بنت قارض من بني كنانة حُلفاءِ بني زُهرة. - أمّ عمرو، وأمّها سَلْمى بنت خَصَفَة. - أمّ أيّوب، وأمّها سَلْمى بنت خَصَفَة. - أمّ إسحاق، وأمّها سَلْمى بنت خَصَفَة. - رملة، وأمّها أمّ حُجير. - عَمْرَة وهي العمياء تزوّجها سهيل بن عبد الرّحمن بن عوف وأمّها امرأة من سَبي العرب. - عائشة بنت سعد، أمها ابنة الحارث بن يَعْمُرَ، توفيت عام 117 هـ، وهي من رواة الحديث. |

## كتب ودراسات عنه
- سعد بن أبي وقاص، عبد الحميد جودة السحار

## في السينما والتلفزيون
- 1981: فيلم القادسية عن قصة معركة القادسية وقام بدور سعد بن أبي وقاص الممثل عزت العلايلي.[94]
- 2010: القعقاع بن عمرو التميمي عن قصة حياة القعقاع بن عمرو التميمي بطولة سلوم حداد. وقام بدور سعد بن أبي وقاص الممثل نضال نجم.[95]
- 2010: مسلسل رايات الحق عن فترة حكم أبي بكر الصديق وعمر بن الخطاب. وقام بدور سعد بن أبي وقاص الممثل عاكف نجم.[96]
- 2012: عمر عن قصة حياة عمر بن الخطاب بطولة سامر إسماعيل. وقام بدور سعد بن أبي وقاص الممثل سهيل جباعي.[97]

### معلومات
1. ↑  الدحداح: قصير كبير بطن(معنى دحداح في قاموس المعاني) نسخة محفوظة 12 أكتوبر 2016 على موقع واي باك مشين.
2. ↑  الآدم من الناس: الأسمر (لسان العرب، مادة: أدم) نسخة محفوظة 22 أغسطس 2016 على موقع واي باك مشين.
3. ↑  تقع الخرار بين الجحفة ومكة، عن يسار المحجة قريب من خم.
4. ↑  رواه الترمذي في سننه عن عبد الرحمن بن عوف، رقم: 3680.، ورواه ابن حجر العسقلاني في كتابه تخريج مشكاة المصابيح، عن عبد الرحمن بن عوف، ج5، ص436، ورواه السيوطي في كتابه الجامع الصغير، رقم: 73، عن عبد الرحمن بن عوف وسعيد بن زيد، وقال عنه: صحيح، رواه أحمد بن حنبل في مسنده عن عبد الرحمن بن عوف، ج3، ص136، وصححه أحمد شاكر، ورواه النسائي في كتابه السنن الكبرى عن عبد الرحمن بن عوف وسعيد بن زيد، رقم:8193، و8194.

## وصلات خارجية
- عزل سعد بن أبي وقاص، موقع قصة الإسلام.
- رجال حول الرسول: سعد بن أبي وقاص، لمحمد راتب النابلسي بتاريخ: 1992-11-09.
- شجاعة سعد بن أبي وقاص، القوة والشجاعة لمحمود المصرى أبو عمار، موقع الكلم الطيب.
- سيرة سعد بن أبي وقاص، شبكة الألوكة.
- قصة عجيبة لسعد بن أبي وقاص مع أمه في "بيوت المبشرين بالجنة"، موقع قناة اقرأ.